# 斯塔比亞

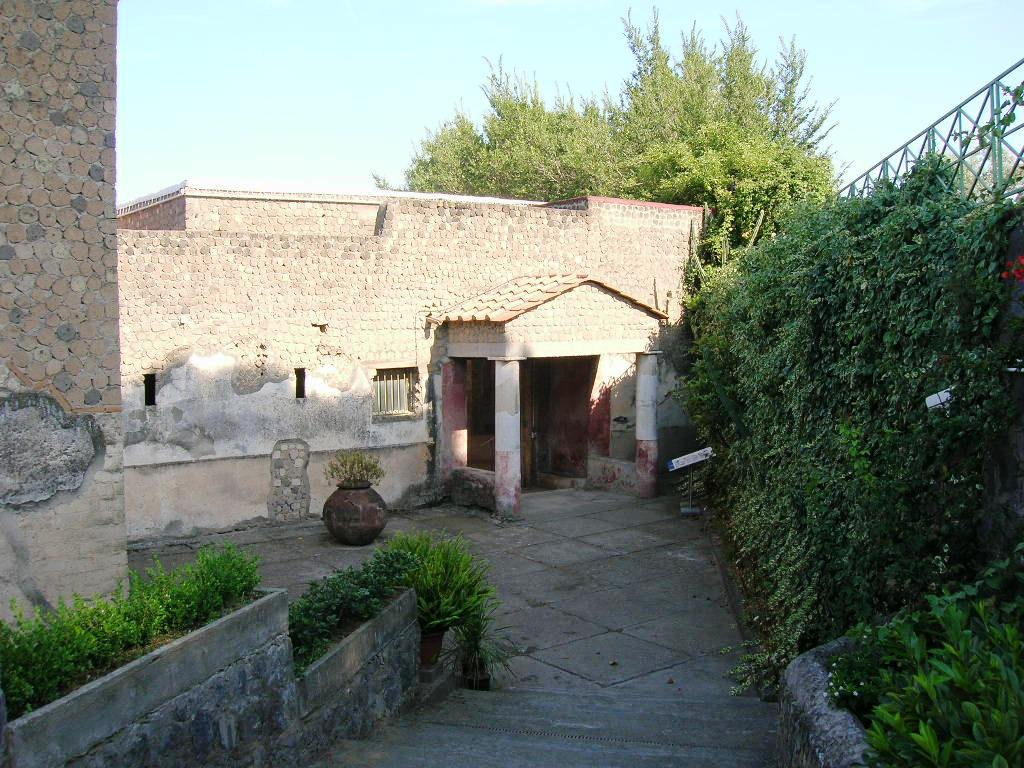

斯塔比亞（Stabiae）是一個位於義大利南部的古羅馬時期城市遺跡，位置相當於現在的斯塔比亞海堡。斯塔比亞的海拔高度約有50米，可俯瞰拿坡里灣的景色。斯塔比亞距離維蘇威火山的距離只有16（9.9英里），在79年的維蘇威火山大噴發中，斯塔比亞被火山灰掩埋。斯塔比亞原本是一個小港口。在同盟者戰爭時，斯塔比亞被摧毀。之後斯塔比亞得到重建，成為羅馬富裕階層的一個熱門度假地。
斯塔比亞最著名之處在於古城附近發現的羅馬別墅，這些別墅被認為是羅馬別墅中最令人驚嘆的建築和藝術遺跡，是整個羅馬世界中所發現保存完好，大量菁英的海濱別墅的最大聚集地。斯塔比亞別墅在1749年被發現，雖早於龐貝，但與龐貝和赫庫蘭尼姆不同，斯塔比耶在1782年被重新掩埋，因此未能成為旅行者壯遊的目的地。
從別墅取出的眾多物品和壁畫都保存在拿坡里國立考古博物館。

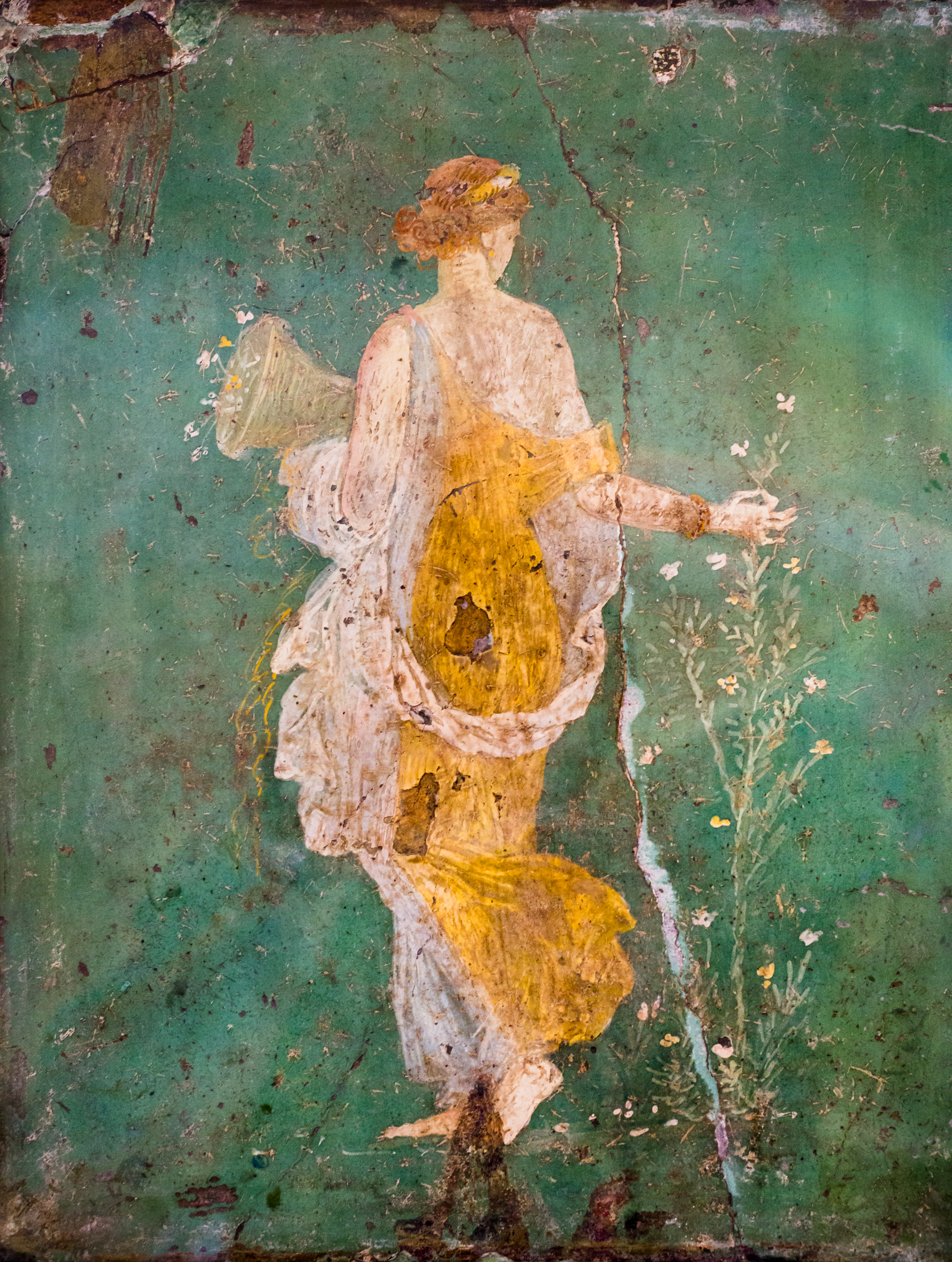
《採花的少女》（Flora）壁畫來自阿里安娜別墅（Villa Arianna）是最著名的代表性羅馬壁畫之一，西元前15年至西元60年